# Barbus arabicus
Barbus arabicus es una especie de peces de la familia de los Cyprinidae en el orden de los Cypriniformes.

## Hábitat
Es un pez de agua dulce.

## Distribución geográfica
Se encuentra desde el Yemen hasta el suroeste de la Arabia Saudita.